# Seehausen (Altmark)
Seehausen (Altmark) (in basso tedesco Seehusen (Ooltmark)) è una città di 4 773 abitanti della Sassonia-Anhalt, in Germania.

Appartiene al circondario di Stendal ed è capoluogo dell'omonima comunità amministrativa.
Seehausen si fregia del titolo di "città anseatica" (Hansestadt).

## Storia
Il 1º gennaio 2010 ha inglobato i comuni soppressi di Beuster, Geestgottberg e Losenrade e il 1º settembre 2010 quello di Schönberg.

## Geografia antropica
La città di Seehausen (Altmark) è divisa nelle frazioni (Ortsteil) di Seehausen (Altmark), Behrend, Beuster, Eickerhöfe, Esack, Geestgottberg, Losenrade, Oberkamps, Ostorf, Scharpenlohe, Schönberg, Steinfelde, Unterkamps, Wegenitz e Werder.

## Amministrazione

### Gemellaggi
Seehausen è gemellata com:
- Jablonné nad Orlicí